# Pelagi II
Pelagi II   (Roma, c. 520 - Roma, 9 de febrer de 590) fill d'una família d'origen got, va ser escollit papa el 26 de novembre de l'any 579. Mentre la ciutat de Roma estava assetjada pels llombards va demanar ajuda a Constantinoble. Va disposar que cada dia els sacerdots resessin l'ofici diví. Va ser víctima d'una epidèmia de pesta bubònica que va assolar Roma. Va morir a Roma el 7 de febrer de l'any 590.